# Joseph Rulhiere
Joseph Rulhiere, francoski general, * 1787, Saint-Didier-en-Velay, † 1862, Pariz.
1. ↑  podatkovna baza Sycomore
2. ↑  mrliški list — Vol. V4E 998.